# Jattaea faginea
Jattaea faginea är en svampart som beskrevs av Moesz 1944. Jattaea faginea ingår i släktet Jattaea och familjen Calosphaeriaceae.   Inga underarter finns listade i Catalogue of Life.